# Sam McVey
Sam McVey (* 17. Mai 1884 in Waelder, Texas; † 23. Dezember 1921 in New York City) war ein US-amerikanischer Schwergewichtsboxer.
Der hart schlagende farbige Kalifornier wurde 1902 Profiboxer und boxte ganz am Anfang seiner Karriere dreimal gegen Jack Johnson. Johnson gewann alle Kämpfe über 20 Runden, einen durch K. o. in der 20. Runde, zwei nach Punkten gegen den damals erst 20-jährigen McVey, wohl auch aufgrund seiner Erfahrung.
Als Johnson später Schwergewichtsweltmeister wurde, akzeptierte er nur weiße Herausforderer.
Sein berühmtester Kampf war ein Nicht-Titelkampf gegen einen anderen Schwarzen, Joe Jeanette, der Johnson aufgrund seiner Hautfarbe nicht zum Titel herausfordern konnte. Am 7. April 1909 traf er in Paris auf seinen Gegner und schlug ihn nicht weniger als 27 mal zu Boden, er selbst wurde elfmal zu Boden geschlagen. Schließlich waren in der 50. Runde seine Augen so zugeschwollen, dass der Kampf abgebrochen wurde.
Sam McVey trat auch mehrfach gegen Sam Langford und Harry Wills an und gewann den Colored heavyweight title.
Er starb verarmt an Lungenentzündung, Jack Johnson bezahlte sein Begräbnis.
1999 fand McVey Aufnahme in die International Boxing Hall of Fame.